# Martin Gorše
Martin Gorše, slovenski rimskokatoliški duhovnik, * 20. julij 1892, Zamostec, † 1. april 1963, Slavina, Postojna.

## Življenje in delo
Rodil se je v družini knjigoveza Martina in gospodinje Marjete Gorše rojene Brinšek. Ljudsko šolo je obiskoval v Sodražici, gimnazijo pa v Ljubljani, kjer je leta 1912 tudi maturiral in bogoslovje prav tako v Ljubljani. V mašnika je bil posvečen 24. junija 1916. Kot kaplan je služboval na Koroški Beli (1916–1918), Idriji (1918–1922), Ilirski Bistrici (1922–1924), Dolnjih Vremah (1924–1927) nato v Štivanu pri Matenji vasi (1927–1937) od koder je upravljal tudi cerkev Sv. Florijana v Orehku, nato pa je bil od julija 1937 do smrti župnik v Slavini.
Gorše, kot vzoren duhovnik in narodnjak, spada v dolgo vrsto slovenskih primorskih »Čedermacov«, ki so v časih fašizma krepili slovensko narodno zavest. Leta 1930 je v Matenji vasi ustanovil Bratovščino krščanskega nauka. Vodil je razne duhovne vaje in skrbel za obnovo cerkvenih stavb. Nasproti cerkve v Matenji vasi je dal zgraditi kapelico z lesenim kipom Male Terezike, ki ga je izrezljal brat, kipar France Gorše. Bil je tudi glasbenik in čebelar. Kot glasbenik je navdušeno vodil slovenske cerkvene pevske zbore in z njimi gojil slovensko petje, kot čebelar pa pisal strokovne članke v revijo Slovenski čebelar. Imel je odprto srce za reveže. Več let je nudil vso oskrbo bogoslovcema Radku Rudežu, kasnejšemu misijonarju v Zambiji in bratu Branku.